# Bakchantky

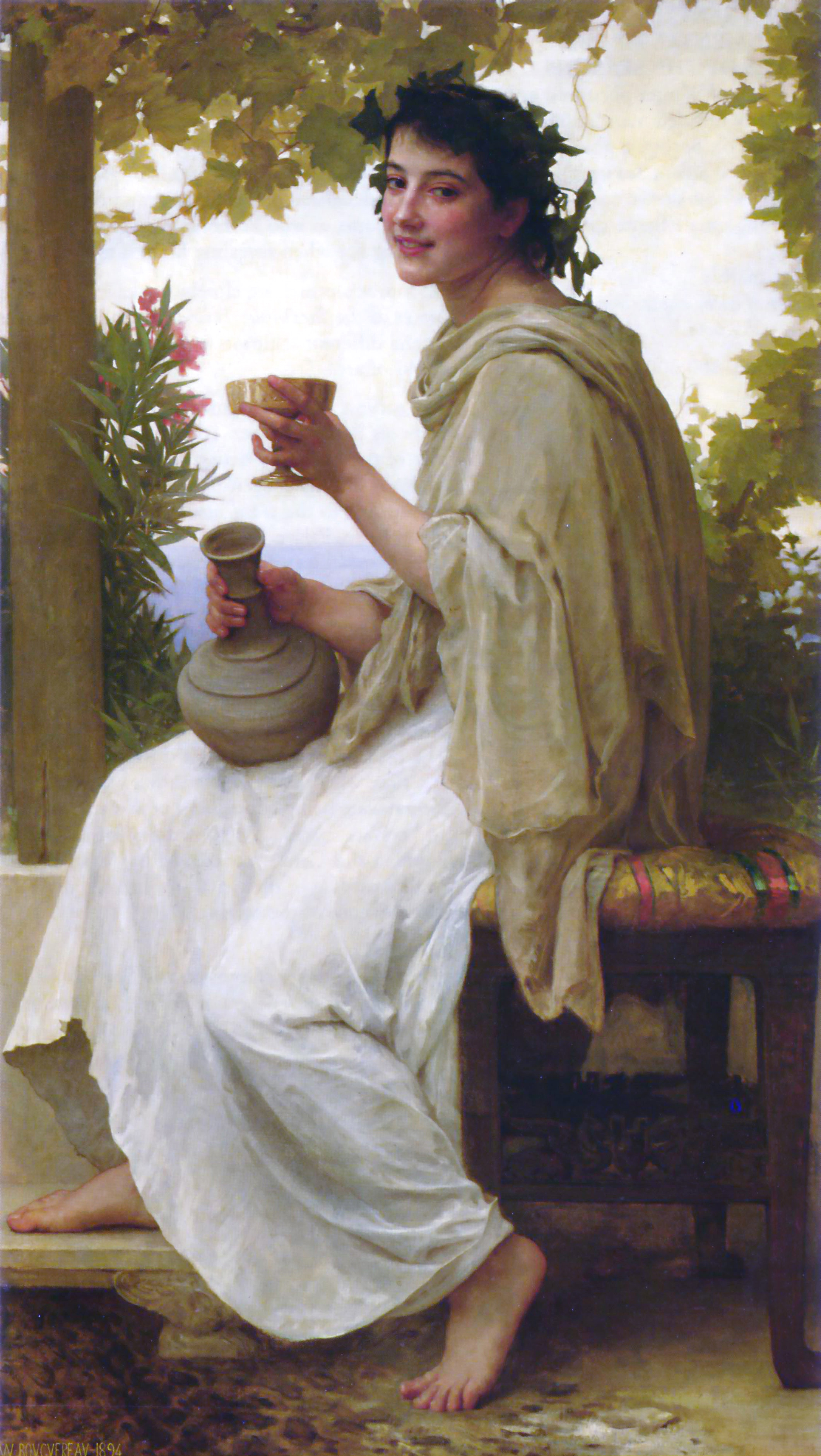
Vlídná a krotká Bakchantka (William-Adolphe Bouguereau, 1894)

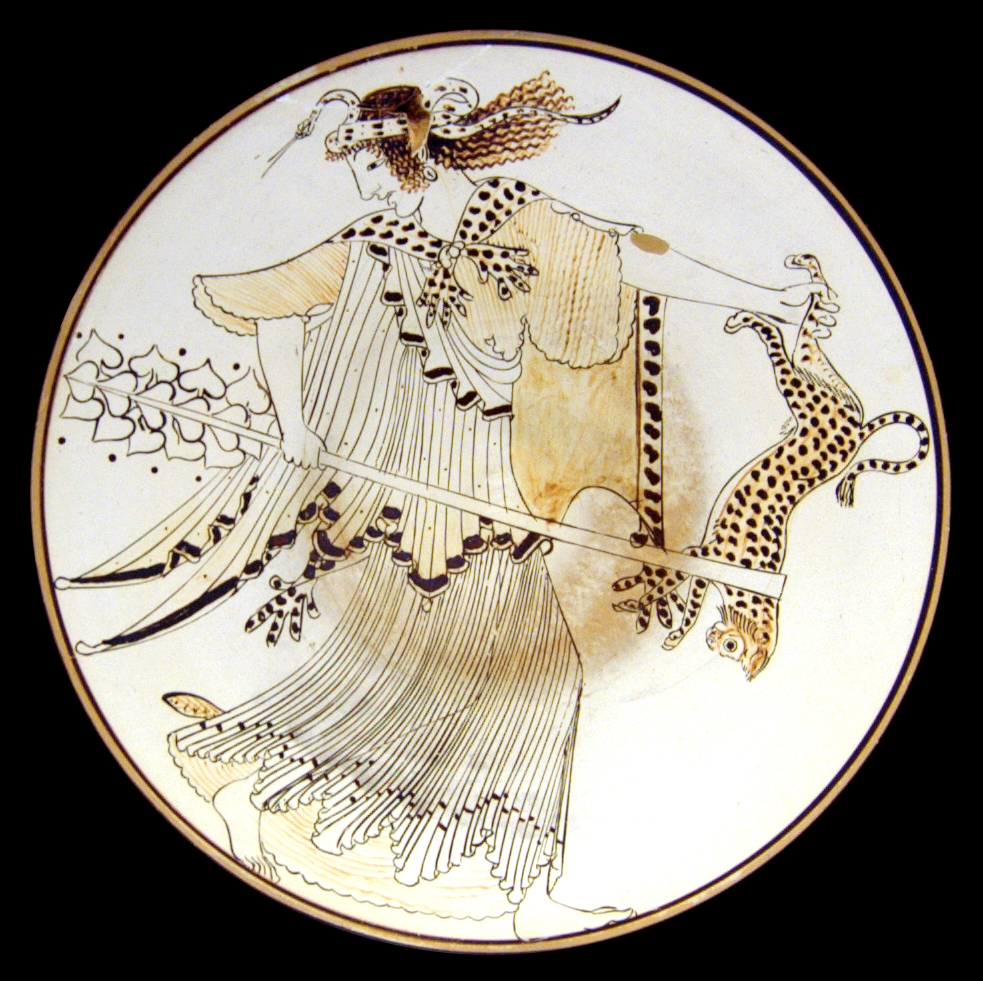
Bakchantka s holí, s hlavou ovinutou hadem, s leopardí kožešinou a leopardem, malba na řeckém kylixu, Vulci, Attika 490–480 př. n. l.

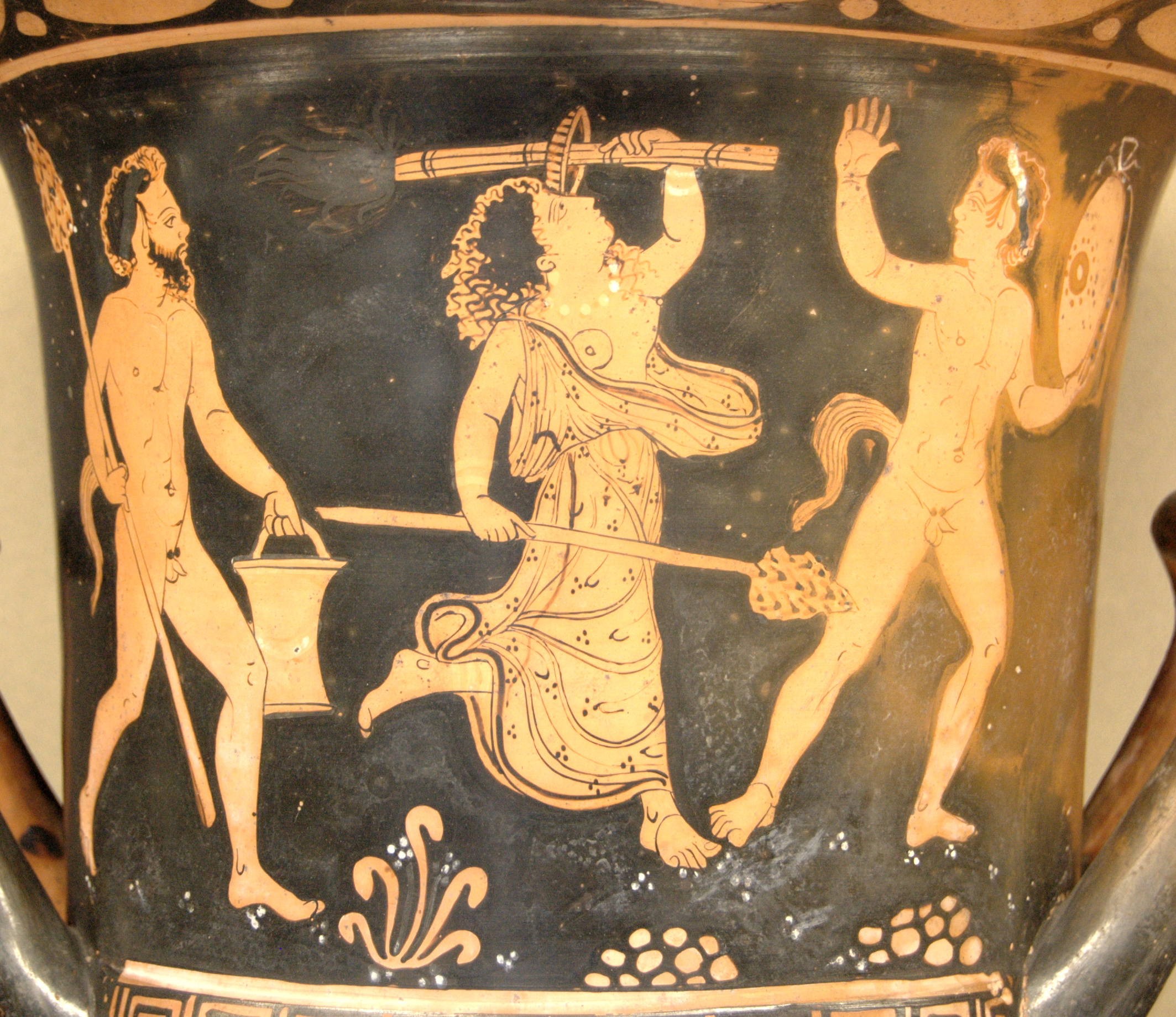
Satyrové a menáda při bakchanáliích, Apulie, 380-370 př. n. l., Louvre

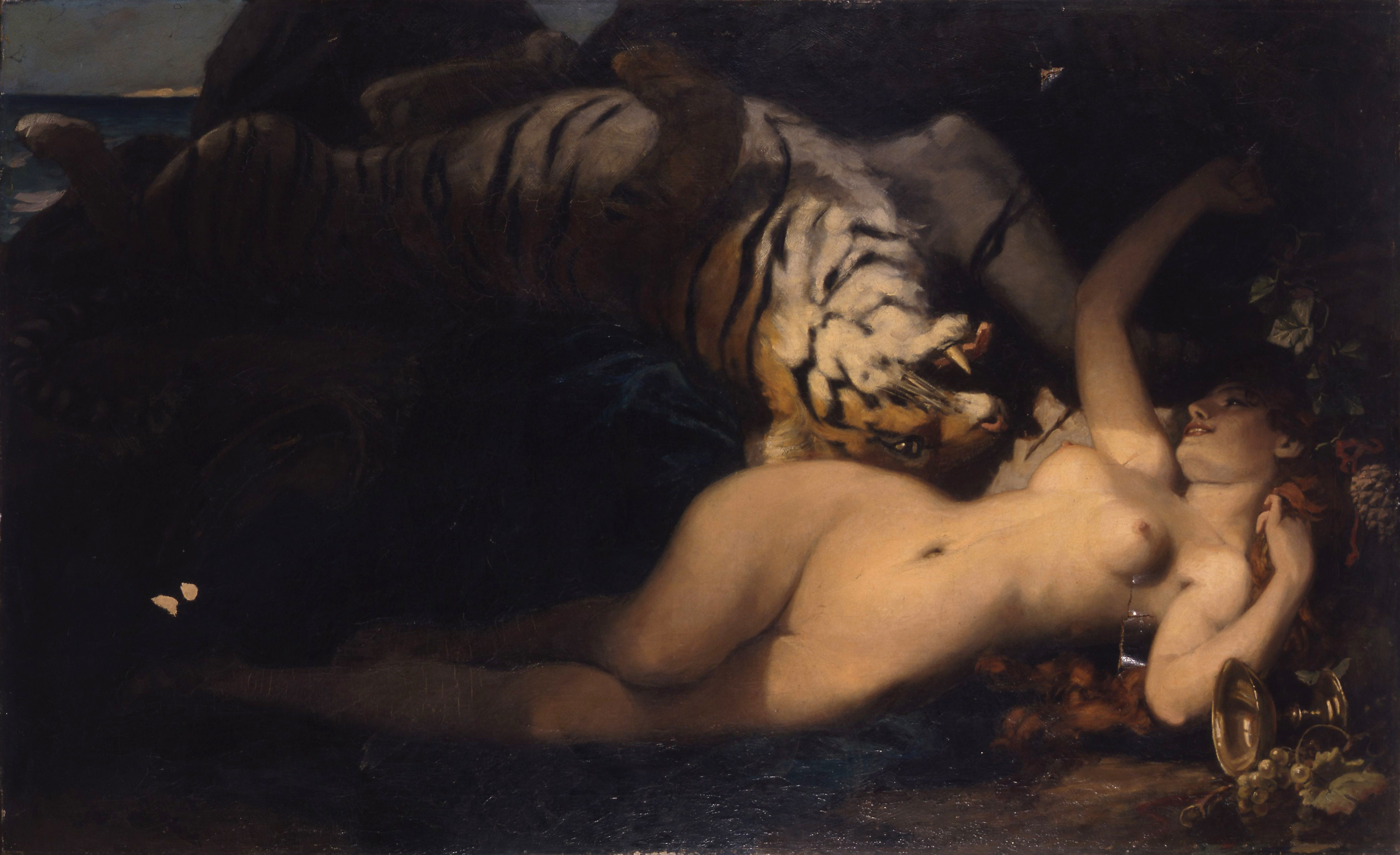
Vigée-Lebrun, Bakchantka si hraje s tygrem, kolem 1790

Bakchantky, (latinsky Bacchae, řecky Μαινάδες) jsou v řecké mytologii průvodkyně boha vína Dionýsa či Bakcha, také neúplně dochovaná antická Euripidova divadelní hra.
Byly zvané také mainady („šílící“ nebo „třeštící“), thyiády nebo Bassaridy. Pořádaly divoké orgie zvané nyktélie (bůh Dionýsos byl někdy nazýván Nyktelios). Někdy až upadají do stavu blížícímu se šílenství, v němž jsou schopné všeho. V dlouhých řízách a ve zvířecích kůžích se oddávají v extatickém vytržení divokým rejům, společníky jim bývají Siléni, Kentauři, Panové, Satyrové, nymfy, a dokonce i Múzy. Ke všemu vyhrává divoká hlučná hudba. Znakem Bakchantek je thyrsos, hůl ovinutá břečťanem nebo révou, v rukou mívají hady a dýky. Vrhají se na obětní zvířata, trhají je na kusy a požívají je syrová. Poprvé se tak stalo v Thébách.
Když jednou Dionýsos zavítal do Thrákie s celým svým průvodem, thrácký král Lykúrgos průvod rozehnal, některé Bakchantky zajal, některé dokonce i zabil a Dionýsos sám se musel zachránit útěkem a skokem do moře. Dionýsos Lykúrga krutě potrestal: seslal na něj šílenství, v němž král zabil svého vlastního syna a jeho mrtvolu ještě zohavil. Sobě usekl nohy v domnění, že ničí vinnou révu. Následně království hubil mor, nastala dlouhá neúroda. Podle věštby musel Lykúrgos zemřít. Rozlícený lid vyvedl krále na horu Pangaion a tam ho nechal roztrhat koňmi.
Když thébský král Pentheus, který zakázal uctívat boha vína, zajal Dionýsa s celým jeho průvodem, bakchantky se rozprchly a v bakchickém šílenství trhaly nejprve dobytek, potom se obrátily proti Pentheovi a na kusy roztrhaly i jeho. Zuřící ženy vedla Pentheova matka Agaué a vlastní rukou srazila synovi hlavu.
Když pěvec Orfeus v háji truchlil nad ztrátou své milované ženy, bakchantky ho ukamenovaly. Později mu také utrhly hlavu a hodily ji do řeky.
Bakchantky jsou mytické, ale i skutečné, obojí tropily výtržnosti při bakchických slavnostech. Již ve starém Římě proti nim musela dokonce zasahovat státní moc. Ostatně výraz „bakchanálie“ přetrval dodnes v popisu bohapustých pitek a nespoutaných zábav.

## Odraz v umění (výběr)

### Výtvarné umění
- Tanec bakchantek, 1. stol. n. l., freska ve Ville dei Misteri, Pompeje.
- Antická socha bakchantky, zničena při zemětřesení ve Skopji v roce 1963
- Jean-Honoré Fragonard, Spící bakchantka, Louvre
- Élisabeth Vigée-Lebrun, Bakchantka hrající si s tygrem, obraz, kolem 1800, Museum Saint Brieuc
- Gustave Courbet, Mladá bakchantka, obraz (1847)
- Josef Václav Myslbek, Bakchantky, medailon (1872)
- André Lhote, Rozpustilý výlet,
- Antonín Procházka, Bakchanálie (1904), Moravská galerie Brno

### Divadlo a literatura
- Eurípidés Bakchantky, neúplně dochovaná tragédie o thébských bakchantkách, kolem roku 460 př. n. l. Hru uvedlo například Národní divadlo v Praze roku 2022.
- Catullus : Attis
- Horatius, Ódy III, 19
- Ovidius, Proměny
- Tacitus, Letopisy
- Maurice de Guérin, Bakchantka, báseň v próze (1835)

### Film
- Jean Cocteau, Orfeus (1949), představuje klub bakchantek
- Giogio Ferroni, Bakchantky (1960), tématem je rivalita Penthea a Dionýsa